# ماتيوس ألونسو هونوريو
ماتيوس ألونسو هونوريو هو لاعب كرة قدم برازيلي في مركز الدفاع، ولد في 16 يونيو 1983 في Pedregulho ‏ في البرازيل. لعب مع أتلتيكو غويانيينسي وأنقرة غوجو وجمعية بورتوغيزا الرياضية وسانتو أندريه ونادي استقلال طهران ونادي جوفنتودي ونادي ريو برانكو ونادي ستيل آذين ونادي سي آر بي ونادي فادوتس ونادي ميراسول ونادي نساجي مازندران.

## وصلات خارجية
- ماتيوس ألونسو هونوريو على موقع اتحاد تركيا (لاعب) (الإنجليزية)
- ماتيوس ألونسو هونوريو على موقع قاعدة بيانات كرة القدم.إي يو (الإنجليزية)
- ماتيوس ألونسو هونوريو على موقع Soccerway.com (الإنجليزية)